# Messines Ridge (N.Z.) Memorial
Het Messines Ridge (N. Z.) Memorial is een Nieuw-Zeelands herdenkingsmonument (memorial) in de Britse begraafplaats Messines Ridge British Cemetery, gelegen in de Belgische gemeente Mesen.

## Beschrijving
Rondom het verhoogd plateau waarop het Cross of Sacrifice staat zijn panelen aangebracht met de namen van de regimenten en de 828 officieren en manschappen van de New Zealand Expeditionary Force die geen gekend graf hebben en sneuvelden in of rond Mesen in 1917 en 1918. De meeste van hen vielen tijdens de Tweede Slag om Mesen. Het gedenkteken is ontworpen door de Engelse architect Charles Holden en is een van de acht gedenktekens aan het westfront die de vermiste doden uit Nieuw-Zeeland herdenken. De andere zijn Buttes New British Cemetery (N.Z.) Memorial, Polygon Wood in Zonnebeke, Caterpillar Valley (New Zealand) Memorial in Longueval, Grevillers (New Zealand) Memorial in Grévillers, Cite Bonjean (New Zealand) Memorial in Armentières, Tyne Cot Memorial in Zonnebeke, Arras Memorial in Arras en Marfaux (New Zealand) Memorial in Marfaux.
De plaats waarop de militaire begraafplaats en het gedenkteken zijn opgericht ligt op de plaats van een molen, de "Moulin d'Hospice", die eigendom was van het "Institute Royal de Messines" (een Belgisch weeshuis en school, vroeger een Benedictijner Abdij). De molen dateert uit 1445 maar werd verwoest tijdens de oorlog. Een ander gedenkteken in Mesen dat gewijd is aan de nagedachtenis van omgekomen officieren en manschappen van de Nieuw-Zeelandse troepen, is een witte stenen obelisk die op 1 augustus 1924 door koning Albert werd onthuld. Deze obelisk maakt deel uit van het New Zealand Memorial Park. Jaarlijks vinden er op Anzacdag (25 april) herdenkingsdiensten plaats in en rond Mesen.

## Onderscheiden militairen
- Allen Claude Cooper, luitenant bij het Auckland Regiment werd onderscheiden met het Military Cross (MC).
- Frank Daniel Mahoney, korporaal bij het Wellington Regiment werd onderscheiden met de Distinguished Conduct Medal (DCM).
- de sergeanten Charles Sciascia, William Wallace Simmers, Kenneth McIntosh Cole, Robert Edmund Fairbrother, William Arthur Francis en William Leonard Johanson, korporaal Frederick Andrew Brill, de schutters Edward Henry Vazey en Edmond Matthew Phelan en de soldaten Cyril Hale Whitehouse en Walter Thomas Lacey ontvingen de Military Medal (MM).

Deze Memorial werd in 2009 als monument beschermd.

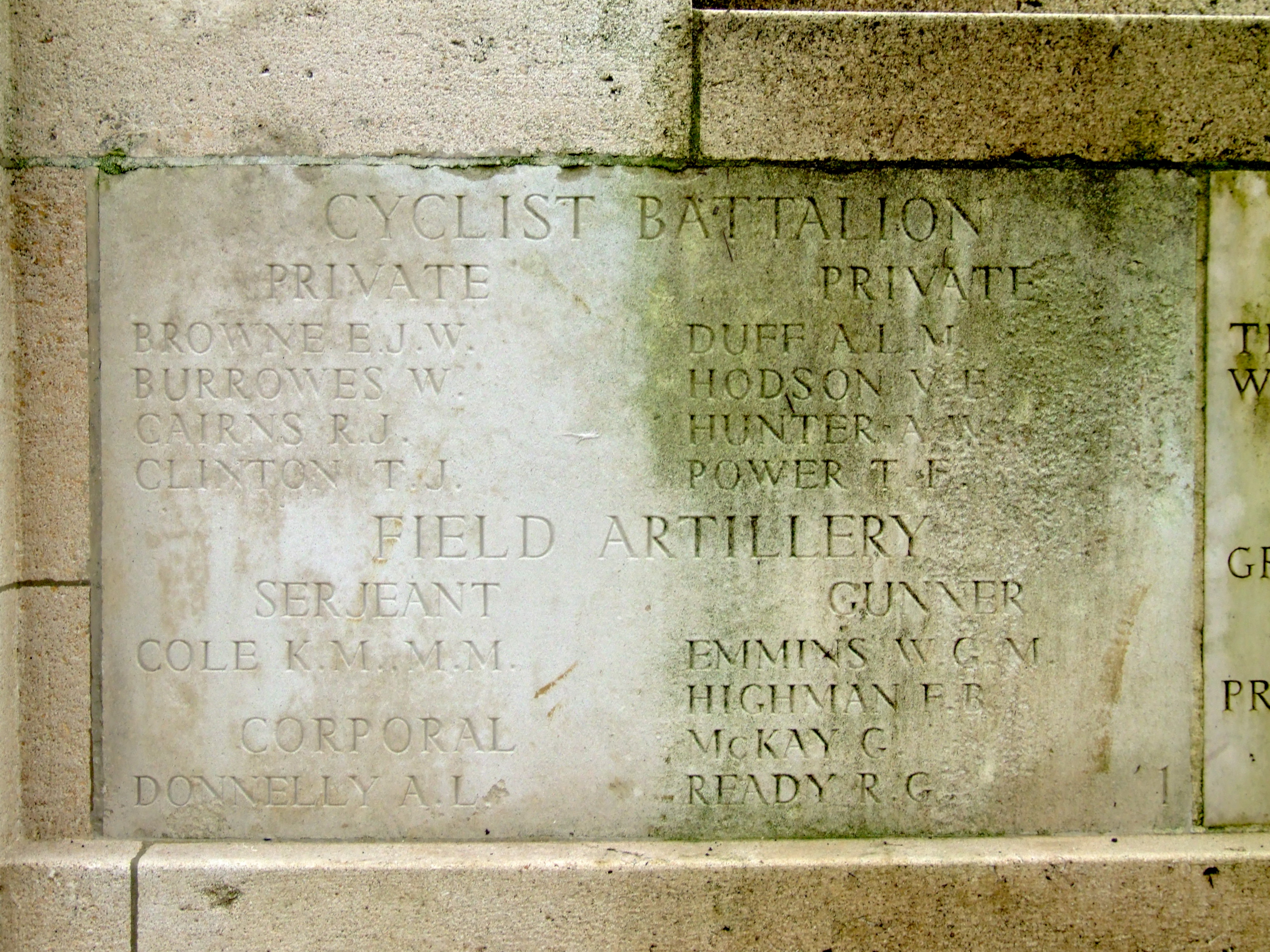
Namen op het memorial
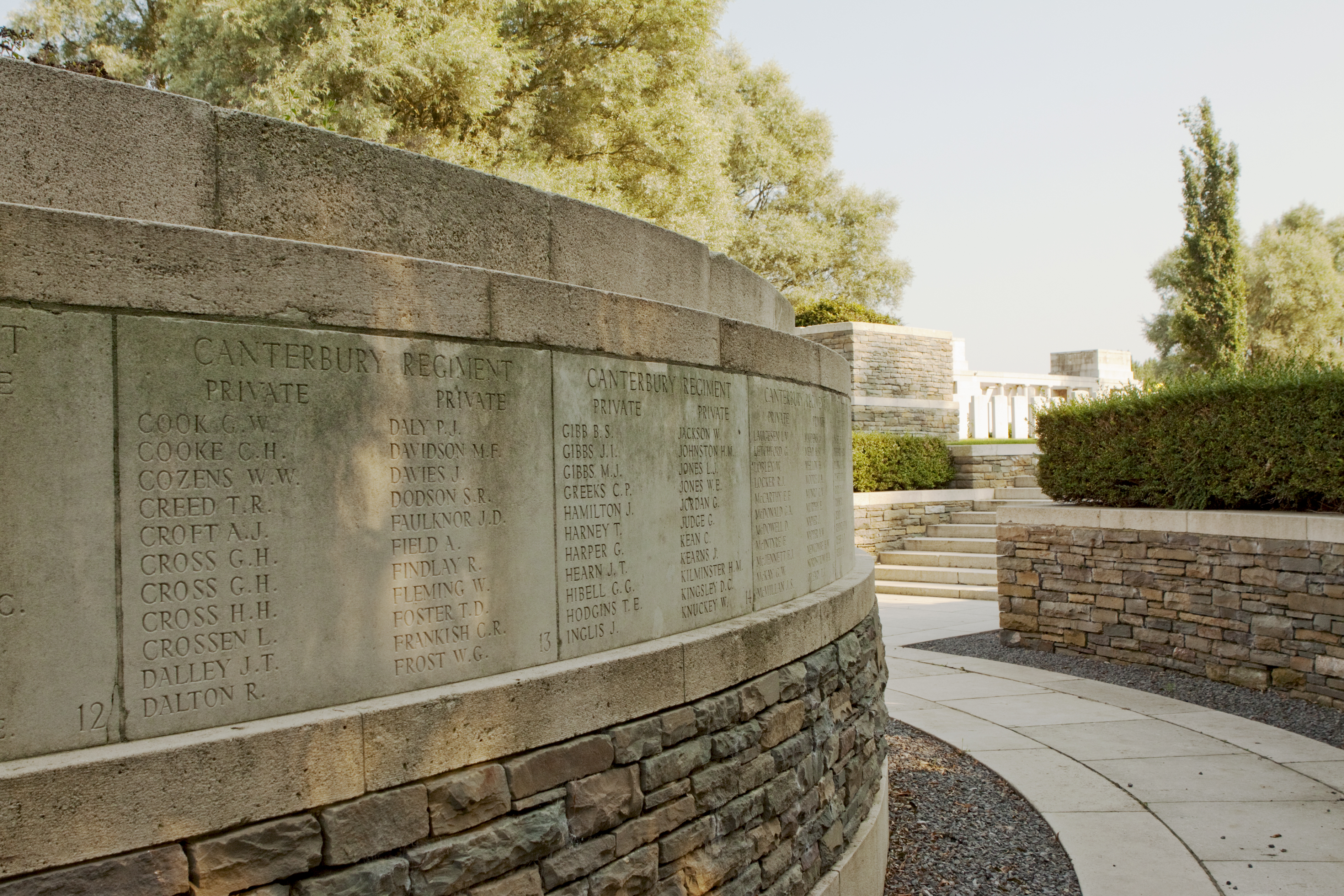
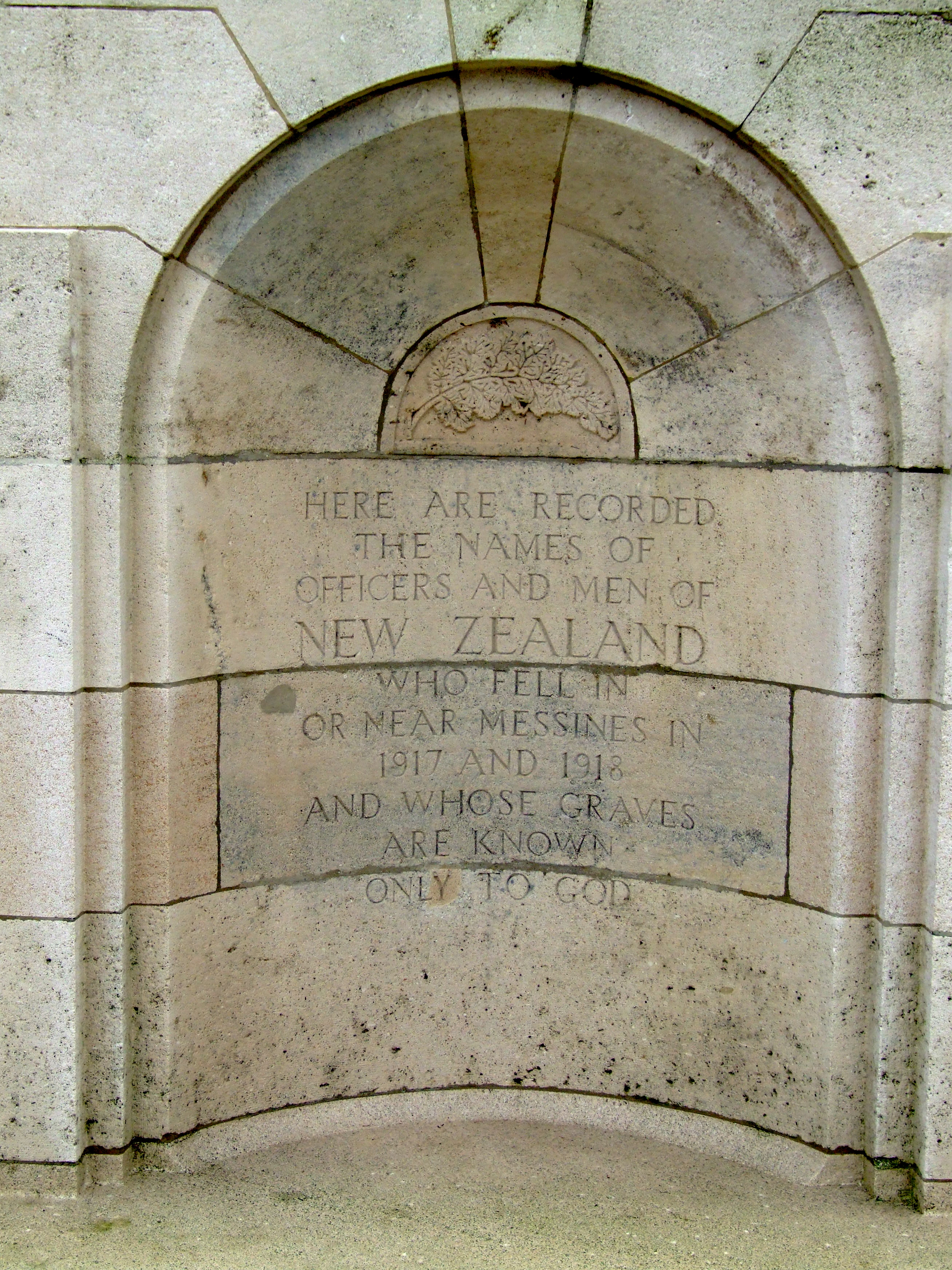
Their graves only known to God